# فرانچسکو موسو
فرانچسکو موسو (ایتالیایی: Francesco Musso؛ زادهٔ ۲۲ اوت ۱۹۳۷) بوکسور اهل ایتالیا بود.
وی در مسابقات کشوری و بین‌المللی در مجموع برندهٔ ۱ مدال طلا شده‌است.